# Cryphaea omeiensis
Cryphaea omeiensis är en bladmossart som beskrevs av P. Rao 2000. Cryphaea omeiensis ingår i släktet Cryphaea och familjen Cryphaeaceae. Inga underarter finns listade i Catalogue of Life.